# Dysdera circularis
Dysdera circularis är en spindelart som beskrevs av Christa L. Deeleman-Reinhold 1988. Dysdera circularis ingår i släktet Dysdera och familjen ringögonspindlar.
Artens utbredningsområde är Grekland. Inga underarter finns listade i Catalogue of Life.